# 野田真実
野田 真実（のだ まみ、1996年6月30日 - ）は、日本の歌手で、女性アイドルグループ『さんみゅ〜』元メンバー、『MELLOW MELLOW』のメンバー。
大阪府出身。サンミュージックプロダクション所属。

## 経歴
2010年、サンミュージックアカデミー大阪校へ入所。
2012年から2020年まで女性アイドルグループ『さんみゅ〜』のメンバーとして活動。
2017年、ガールズユニット『MELLOW MELLOW』のメンバーとしても活動開始。

## 人物
- Juice=Juiceのファンで推しのメンバーは金澤朋子[4]。一緒に出かけるなど交流がある[5]。

## 出演

### ドラマ
- 水戸黄門 43部 第10話（2011年）
- チャンネル5.5「ゼブラ」（2019年2月22日（21日深夜） - 3月14日、全4話、CBCテレビ） - 所美和子 役[6]

### CM・広告
- カラオケBanBan（2013年）[7]
- 山芳製菓わさビーフ（2013年）- 25周年キャンペーン[8]
- ルネサンス高等学校（2014年 - ）[9]
- 都民共済（2018年 - ）[10][11]

### 映画
- マイ・フレンドシップ・キルト（2015年）[12]
- 中野JK〜退屈な休日〜（2015年）[13]

### 舞台
- 人猫「このニャかに人猫（じんびょう）がいるニャ」 ～「のぶニャがの野望」トライアル公演～（2015年12月16日 - 23日、俳優座劇場）[14]
- 朗読劇 「誰も聞かないラジオの流れるカフェのお話」（2017年1月14日 - 15日、北池袋新生館シアター）[15]
- 舞台「ゲキドル the STAGE」（2021年3月3日 - 7日、シアターサンモール） - 藤田愛美役[16]
- おぶちゃJourney 1st「LALL HOSTEL」-TOKYO & FUKUOKA-（2024年5月15日 - 19日、MsmileBOX渋谷 / 5月25日・26日、甘棠館show劇場）[17]
- NLTプロデュース「真夜中の戦士」（2024年11月23日 - 12月1日、すみだパークシアター倉）[18]
- @emotion presents Expression Vol.10 金「IKIZAMA」（2025年1月15日 - 19日、六行会ホール）[19]

### 雑誌
- 美容総合出版 新ヘアと帯結び - 十三詣り特集モデル（2011年）

### イベント
- なんてったってハロプロ（2016年4月17日、ハロー!プロジェクト オフィシャルショップ 東京秋葉原店）[20]